# San Antón de las Minas
San Antón de las Minas är en ort i Mexiko.   Den ligger i kommunen Dolores Hidalgo och delstaten Guanajuato, i den centrala delen av landet, 270 km nordväst om huvudstaden Mexico City. San Antón de las Minas ligger 2 218 meter över havet och antalet invånare är 470.
Terrängen runt San Antón de las Minas är huvudsakligen kuperad, men österut är den platt. Runt San Antón de las Minas är det ganska tätbefolkat, med 93 invånare per kvadratkilometer. Närmaste större samhälle är Dolores Hidalgo, 15,2 km nordost om San Antón de las Minas. Trakten runt San Antón de las Minas består i huvudsak av gräsmarker.